# Воргашорське міське поселення
Воргашо́рське міське поселення (рос. Воргашорское городское поселение) — муніципальне утворення у складі Воркутинського міського округу Республіки Комі, Росія. Адміністративний центр — місто Воргашор.

## Населення
Населення — 12044 особи (2010; 20840 у 2002, 34563 у 1989).

## Склад
До складу поселення входять такі населені пункти:
| Населений пункт                    | Населення, осіб (1989) | Населення, осіб (2002) | Населення, осіб (2010) |
| ---------------------------------- | ---------------------- | ---------------------- | ---------------------- |
| Воргашор, місто                    | 25915                  | 19100                  | 12044                  |
| Промишленний, селище міського типу | 8648                   | 1170                   | -                      |
| Юршор, селище                      | -                      | 570                    | -                      |